# Zanaida
Zanaida, Zanaïda oder Zanais ist eine Opera seria in drei Akten von Johann Christian Bach (1735–1782) mit einem Libretto von Giovan(ni) Gualberto Bottarelli (aktiv 1741–1779). Die Uraufführung fand am 7. Mai 1763 im King’s Theatre am Londoner Haymarket statt.

## Gestaltung

### Musik
Zanaida gehört zu den Werken der Vorklassik, die eine Verbindung zwischen den Epochen des Barocks und der Wiener Klassik herstellen. Laut dem amerikanischen Dirigenten David Stern, der die Oper zum ersten Mal wieder zur Aufführung brachte, vereinigt diese den galanten Stil mit dem Belcanto, der in Europa immer wichtiger werden sollte. In ihr verbinde sich die Frische der neuen Schreibweise mit der Tradition, die Bach aus Italien mitgebracht habe. Das Werk sei aber nicht nur von musikgeschichtlichem Interesse – es gebe darin „wirklich sehr, sehr schöne Momente“.
An gesungenen Partien weist die Oper neben zwanzig Arien und einer Cavata der Zanaida drei Chöre, ein Quartett und zwei vom Orchester (statt wie sonst vom Cembalo) begleitete Rezitative auf. Zwei Arien werden von Klarinetten begleitet, während es in der erwähnten Cavata ein Oboensolo gibt.
Die Titelrolle war für die später von Mozart bewunderte neapolitanische Sopranistin Anna de Amicis (ca. 1733–1816) bestimmt.

### Libretto
Als Inspirationsquelle wählte Bottarelli, der „Resident Poet“ des King’s Theatre, das Libretto Siface re di Numidia (1723) von Pietro Metastasio (1698–1782). Den Schauplatz der Handlung verlegte er von Nordafrika nach Persien, die Zahl der Personen erhöhte er von sechs auf neun. Die Texte adaptierte er; die Arien sind stark gekürzt, meist umfassen sie nur vier Verszeilen.

## Handlung

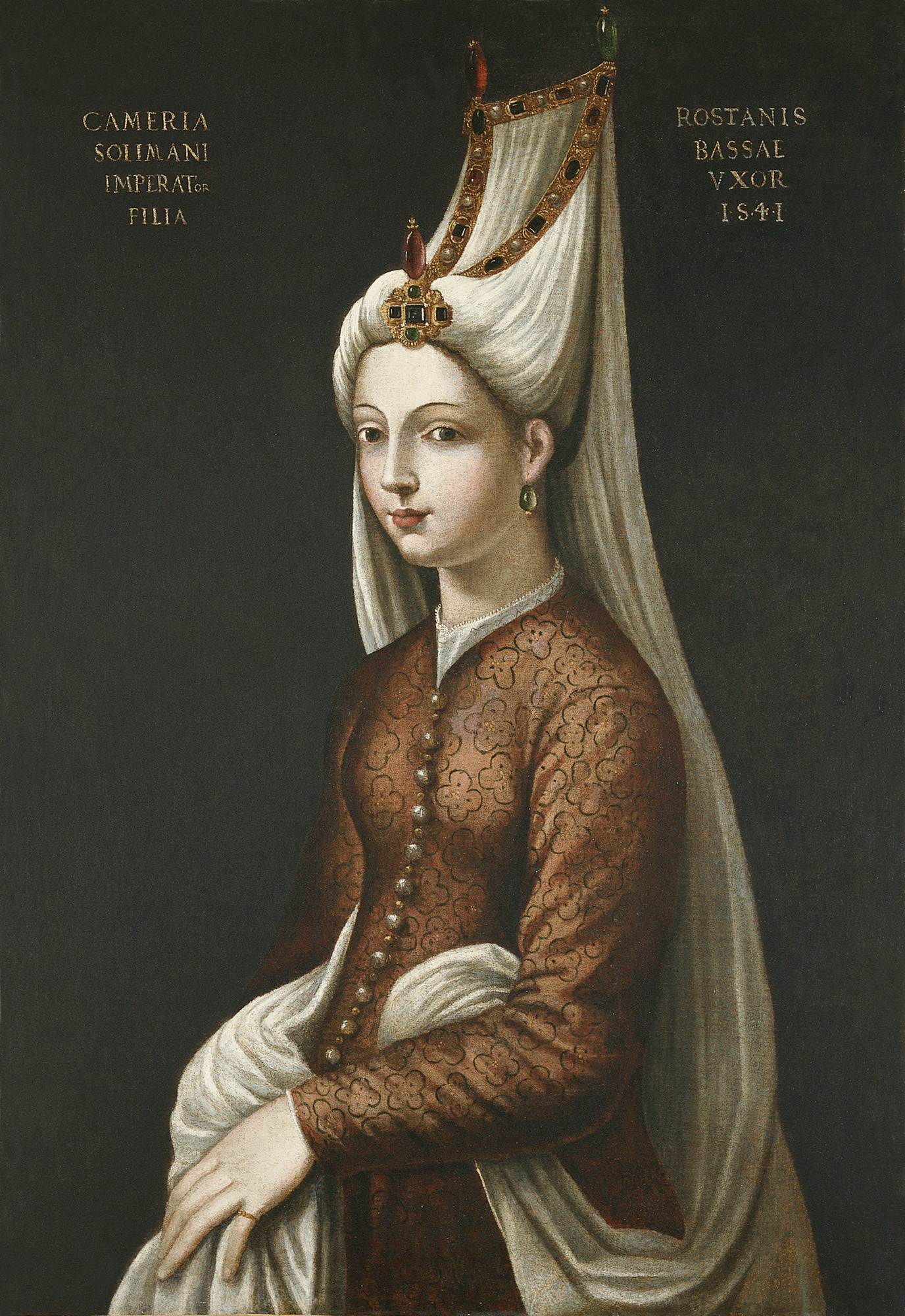
Cristofano dell’Altissimo: Eine Tochter Süleymans I. (Pera-Museum, Istanbul).

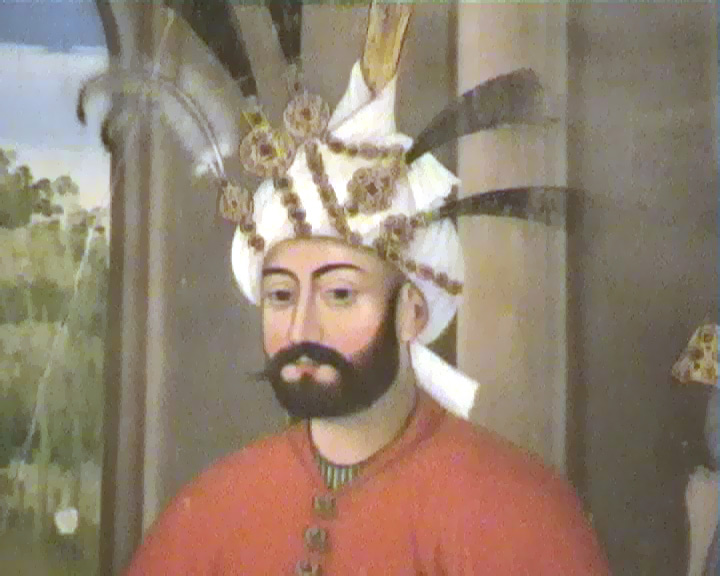
Tahmasp I. (Tschehel Sotun, Isfahan).

### Ausgangssituation
Die Herrscher der Türkei und Persiens wollen einen Friedensschluss durch die Verschwägerung ihrer Häuser besiegeln: Zanaida, die Tochter des türkischen Kaisers Soliman, soll den persischen König Tamasse heiraten. Die Prinzessin zeichnet sich mehr durch Tugend und Liebesfähigkeit als durch Schönheit aus. Sie wird vom türkischen Botschafter Mustafa nach Isfahan begleitet. Ihr Gefolge bilden Prinzessin Aglatida, deren Geliebter Gianguir und die persische Prinzessin Silvera, die als Geisel in Byzanz gelebt hat und nun in die Heimat zurückkehren kann. Letzteres gilt auch für Mustafas schöne Tochter Osira, die der Diplomat an Tamasses Hof zurücklassen musste.
In der Zwischenzeit hat sich der Perserkönig in Osira verliebt. Dies kommt den Wünschen seiner Mutter Roselane entgegen, die nicht gewillt ist, die weibliche Hauptrolle im Staat an eine Schwiegertochter aus kaiserlichem Haus abzutreten.

### Erster Akt
In einer Vorhalle des Königspalasts überredet Roselane Osira zu einer morganatischen Ehe mit ihrem Sohn. Die junge Türkin erliegt der Versuchung, die vom Glanz des Thrones ausgeht.
Vom Palast aus sieht man die Schiffe ihrer Landsleute auf dem Fluss Zenderud eintreffen. Schon bei der Begrüßung der Ankömmlinge kann Tamasse nicht verbergen, dass er Zanaida verabscheut und Osira liebt. Er heißt den persischen Prinzen Cisseo, der ebenfalls in Osira verliebt ist, Zanaida zu verführen. Dadurch hofft er einen Vorwand zu erhalten, um sein Heiratsversprechen zu brechen.
In einer Galerie befiehlt Mustafa der Tochter, mit ihm abzureisen. Als Osira sich weigert, droht er ihr mit dem Tode. Zanaida verweist ihm dies, so beklagenswert ihr eigenes Schicksal ist.
Im Palastgarten gesteht Tamasse Mustafa seine Liebe zu Osira. Der seinem Herrn treu ergebene Botschafter verweigert ihm deren Hand. Er sagt dem König, eher werde er die Tochter töten, als sie ihm überlassen. Tamasse verbietet Mustafa, mit Zanaida und Osira in die Türkei zurückzukehren.

### Zweiter Akt
An einem versteckten Ort beim Palast meldet Roselane Osira, Tamasse beabsichtige, Zanaida gefangen zu setzen. Verführt von der Aussicht, Königin zu werden, gibt Osira Cisseo einen Korb. Dieser versucht vergeblich, seinen Herrn davon abzuhalten, Zanaida einzukerkern. Dabei leidet Tamasse selber darunter, dass er aus Liebe zu Osira gewissenlos handelt.
Zanaida, die ihr Schicksal vorausahnt, wird auf Cisseos Befehl in ihrem Kabinett in Ketten gelegt. Sie verbietet Gianguir und Mustafa, Widerstand zu leisten. Doch diese warten nur auf eine günstigere Gelegenheit, um ihre Herrin zu befreien. Silvera versucht vergeblich, von ihren Gefühlen für Cisseo loszukommen. (Zanaida, Julie Fioretti auf YouTube) Nur Aglatida und Gianguir sind sich ihrer Liebe zueinander sicher.
Es folgt eine Gerichtsverhandlung in einem Waffensaal: Mittels eines gefälschten Briefes unterschiebt Tamasse Zanaida die Absicht, ihn im Ehebett zu ermorden. Sich gegen eine so niederträchtige Anschuldigung zu verteidigen, lehnt die Kaiserstochter ab. Mustafa kommt zum Schein der Aufforderung nach, den Fall zu beurteilen, und plädiert auf Hinrichtung „des Briefschreibers“. Der König befiehlt darauf, Zanaida den wilden Tieren vorzuwerfen. Sie beauftragt ihre Getreuen, Solimano um Nachsicht mit Tamasse zu bitten, und nimmt dann von ihnen Abschied.

### Dritter Akt

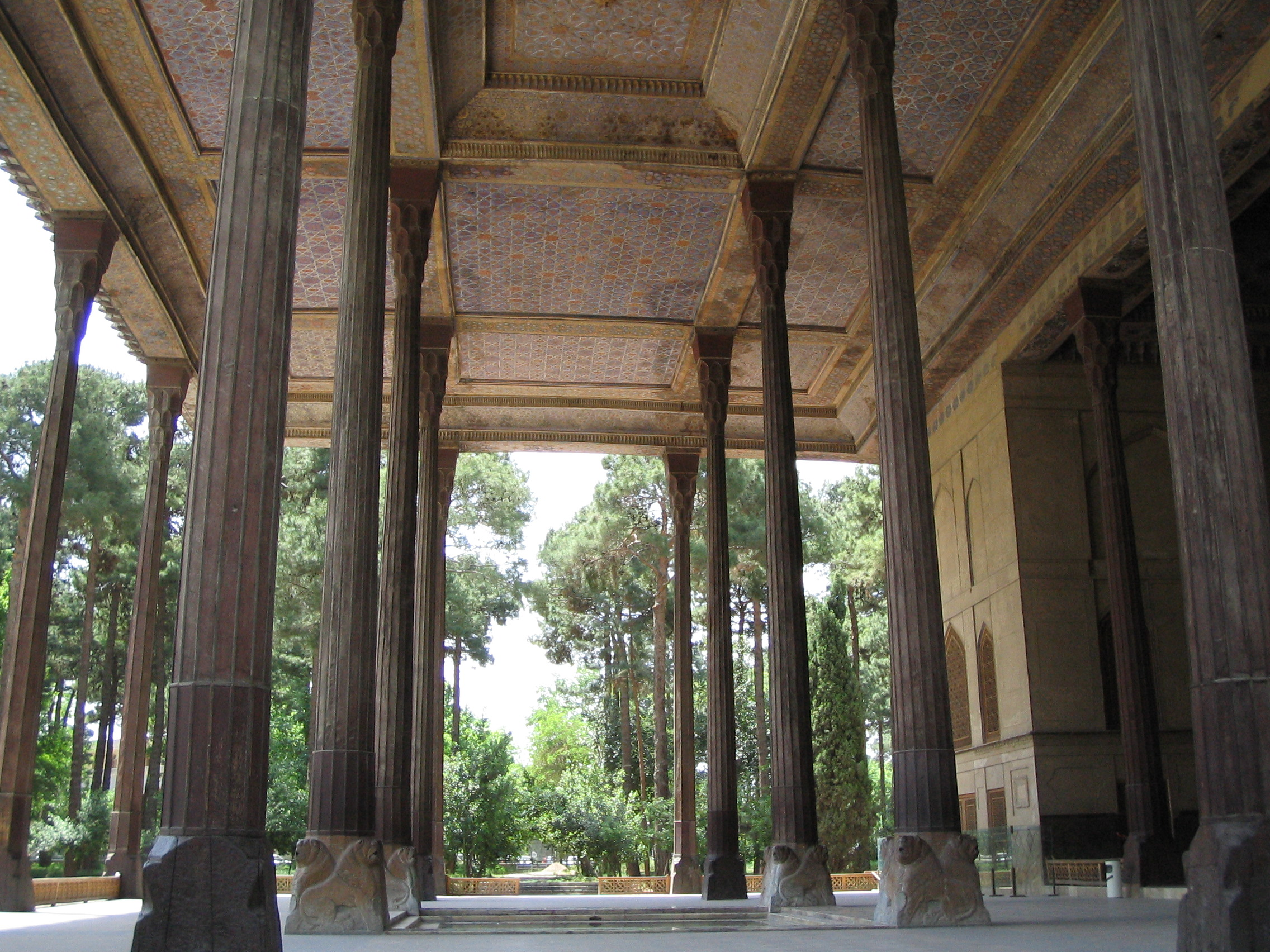
Vorhalle des Tschehel Sotun, Isfahan.

In einer Säulenhalle diskutieren Gianguir und Cisseo über das Unrecht, welches Zanaida geschieht: Während Ersterer auf das Widerstandsrecht pocht, glaubt Letzterer, Könige könnten nur von Gott gerichtet werden. Sein Herz aber wendet sich reumütig wieder Silvera zu.
Zanaida wartet in einem Verlies auf ihre Hinrichtung. – Dann wechselt die Szene ins Kabinett, wo Osira mit ihren Gefühlen ringt: Der Vater befiehlt ihr, mit ihm abzureisen, Tamasse hingegen beteuert ihr seine Liebe. Ihr aber dämmert, dass sie an seiner Seite nur ein Werkzeug Roselanes wäre. Diese – eine Art Vorläuferin der Königin der Nacht in Mozarts Zauberflöte – gesteht, dass sie am liebsten die ganze Welt beherrschen würde.
Die Schlussszene spielt im Amphitheater, wo Zanaida sterben soll: Um sie zu retten, schicken sich Mustafa und Gianguir an, Tamasse zu töten. Doch Zanaida verhindert den Anschlag mit der Begründung, dass der König ihr rechtmäßiger Gatte sei. Tamasse erkennt ihre Liebe und bittet sie um ihre Hand. Zanaida vergibt auch Osira und Roselane.

## Geschichte

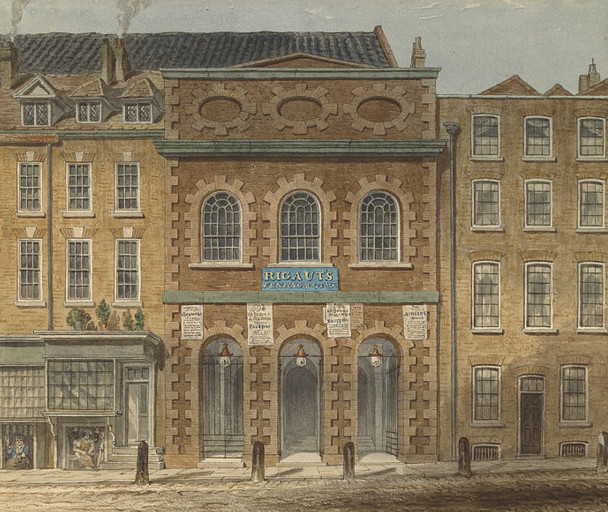
Das King’s Theatre im Jahre 1783.

### Johann Christian Bach in London
Seine Karriere führte den jüngsten Sohn Johann Sebastian Bachs von seinem Geburtsort Leipzig über Berlin (ab 1750), Bologna (ab 1754/55) und Mailand (ab 1760) nach London, wo er von 1762 an wirkte. Bei Zanaida handelt sich um die fünfte seiner zwölf Opern. Zuvor hatte Bach am King’s Theatre 1763 bereits mit Erfolg Orione, ossia Diana revendicata (Partitur bis auf die Ouvertüre verschollen) zur Aufführung gebracht.

### Erfolg
Laut dem London Observer erhielt auch Zanaida großen Beifall. Anna de Amicis habe die Cavata „Mentre volgo intorno il piede palpitar mi sento il cuor.“ wiederholen müssen. Die Arie „Parto, addio. Io vado a morte.“ sei in ihrer Interpretation eine der meisterhaftesten, die je ein Mann komponiert und eine Frau gesungen habe.
Weil die Sommerpause nahte und sowohl Theaterdirektorin Colomba Mattei als auch Anna de Amicis nach Italien zurückkehrten, erlebte das Werk nur fünf Wiederholungen. Indessen wurde Bach im selben Jahr 1763 Music Master der Königin von Großbritannien und Irland, Sophie Charlotte von Mecklenburg-Strelitz (1744–1818) – eine Stellung, die er bis zum Tod behielt. Das Libretto, einige Arien und die Ouvertüre wurden gedruckt.

### Wiederentdeckung
Die verloren geglaubte eigenhändige Partitur fand sich 2010 in der Sammlung des New Yorker Reeders und Musikwissenschaftlers Elias Nicholas Kulukundis. In der Folge wurde sie von Paul Corneilson aus Cambridge (Massachusetts) für das Packard Humanities Institute in Los Altos (Kalifornien) ediert.
Erstmals wieder zur Aufführung gelangte das Werk auf Anregung von Kulukundis im Rahmen des Bachfests Leipzig am 15./16. Juni 2011 im Goethe-Theater Bad Lauchstädt.
Unter Leitung seines Gründers David Stern spielte das 34-köpfige französische Ensemble Opera Fuoco auf historischen Instrumenten.
Die Rollen waren mit jungen Sängern besetzt: Sara Hershkowitz, Sopran (Zanaida), Clémentine Margaine, Mezzosopran (Tamasse), Pierrick Boisseau, Bariton (Mustafa), Chantal Santon, Sopran (Roselane), Natalie Pérez, Sopran (Cisseo), Camille Poul, Sopran (Osira), Julie Fioretti, Sopran (Silvera), Majdouline Zerari, Mezzosopran (Aglatida) und Jeffrey Thompson, Tenor (Gianguir).
Regie führte die Belgierin Sigrid T’Hooft, eine Expertin für barocke Gestik. Die historischen Kulissen stammten von Wolfram Zimmer und Achim von Heimburg, die historischen Kostüme von Claire Planchez vom Centre de Musique Baroque de Versailles, die auf den Fundus dieser Institution zurückgreifen konnte.
Erneut aufgeführt wurde Zanaida am 15. September 2011 in der Cité de la musique in Paris (konzertant, mit Vivica Genaux als Tamasse und Verónica Cangemi als Roselane), am 10./11. Februar 2012 im Theater von Saint-Quentin-en-Yvelines (Île-de-France), am 3. Juni 2012 im Wiener Konzerthaus (konzertant) und am 11. Januar 2013 (mit Daphné Touchais als Cisseo) im Rahmen des International Baroque Festival im Teatru Manoel von La Valletta (Malta).
2019 zeigte das Mainzer Staatstheater unter Beteiligung des Mainzer Mädchenchors am Dom und St. Quintin das Werk in einer deutschen Übersetzung von Doris Decker in einer modernen Inszenierung von Max Hopp. Die Sängerinnen sangen u. a. das Ave generosa von Hildegard von Bingen und ließen sich in ihren weißen Kleider durchaus mit Nonnen assoziieren, waren jedoch als aletheiische Muse an den Chor aus der griechischen Tragödie und die Göttin der Wahrheit, Aletheia, angelehnt. Für den Chor waren Michael Kaltenbach und Jutta Hörl, für die Choreografie Martina Borroni und für die Ausstattung Madis Nurms verantwortlich.

## Diskografie
Eine in Saint-Quentin-en-Yvelines entstandene vollständige Tonaufnahme erschien auf 2 CDs beim Label Zig-Zag territoires (ZZT 312, Produktionsgesellschaft Outhere, Brüssel). Die Mitwirkenden sind bis auf Marina De Liso, Mezzosopran (Tamasse), Daphné Touchais, Sopran (Cisseo), und Vannina Santoni, Sopran (Osira), dieselben wie in Bad Lauchstädt (J.C. Bach – W G5 – Zanaida auf YouTube (ohne Rezitative).).